# Muurahaissaari (ö i Kymmenedalen, Kouvola, lat 61,11, long 26,63)
Muurahaissaari är en ö i Finland. Den ligger i sjön Niskajärvi och i kommunen Kouvola i den ekonomiska regionen  Kouvola ekonomiska region  och landskapet Kymmenedalen, i den södra delen av landet, 140 km nordost om huvudstaden Helsingfors. Öns area är 1,4 hektar och dess största längd är 170 meter i öst-västlig riktning.